# 온 세미컨덕터
온 세미컨덕터(ON Semiconductor)는 미국 애리조나주에 위치한 반도체 회사이다. 생산 제품으로는 전원 및 신호 관리, 논리회로, 이산 소자 및 자동차, 통신, 컴퓨팅, 일반 소비자 그리고 산업용, LED 조명, 의학, 군/항공 우주 고전력 애플리케이션 기기 등이 있다. 온 세미컨덕터는 북아메리카, 유럽 및 아시아 태평양 지역에서 제조 시설, 판매 사무소 그리고 디자인 센터를 운영하고 있다 매출은 $3.496 억(2015년)인데, 이것은 전세계 상위 20위 안에 들어간다.

## 역사
온 세미컨덕터는 1999년에 설립되었다. 원래 모토로라 반도체 제품 분야에서 떨어져 나온 회사이다. 이 회사는 모토롤라의 이산 소자, 표준 아날로그 칩 및 표준 논리 소자를 꾸준히 생산해왔다.

### 인수[2]
- 2000년 4월, 체리 세미컨덕터의 인수를완료.
- 2006년 5월, LSI 로직 그레셤, 오리건 설계 및 제조 시설의 인수 완료.
- 2008년 1월, 아날로그 디바이스로부터 CPU 전압 및 PC 온도 모니터링 사업을 1억 8,400만 달러에 인수 완료.
- 2008년 3월, AMI 세미컨덕터를 9억 1,500만 달러에 인수 완료.[3]
- 2008년 7월 17일 온 세미컨덕터와 카탈리스트 세미턴덕터는 1억 1,500만 달러로 온 세미컨덕터가 카탈리스트 세미컨덕터를 인수한다고 발표했다.[4]  2008년 10월 9일, 카탈리스트 세미컨덕터는 인수의 승인을 발표했다.[5][6] 2008년 10월 10일  온 세미컨덕터는 인수 완료를 발표했다.[7]
- 2009년 11월, 1,700만 달러로 반도체의 인수 완료.
- 2009년 12월, 캘리포니아 마이크로 디바이스의 인수를 발표.[8]
- 2010년 6월, 2,200만 달러에 사운드 디자인 테크놀로지의 인수 완료.
- 2011년 1월, 산요 반도체 인수 완료.
- 2011년 2월, 3,140만 달러에 사이프레스 세미컨덕터의 CMOS 이미지 센서 사업 부문의 인수 완료.
- 2014년 5월, 트루센스 이미징의 인수 완료.[9]
- 2014년 6월, 캘리포니아에 근거지를 둔 앱티나 이미징을 인수하기 위한 4억 달러 거래를 발표.[10]
- 2014년 7월, 온 세미컨덕터와 후지쯔 반도체는 전략적 파트너십(파운드리 서비스 계약서와 온 세미컨덕터가 아이즈 와카마쓰에 위치한 후지쯔의 8 인치 웨이퍼 팹의 주식 10% 인수를 포함하는)을 발표.[11]
- 2015년 7월, 악셈 AG 인수 완료.
- 2015년 11월, 페어차일드 반도체의 인수를 발표.[12][13]
- 2016년 8월, 온 세미컨덕터는 리텔퓨즈로 고전력 스위칭용 반도체(IGBT) 사업을 매각하는 최종적인 합의에 들어갔고 과도 전압 억제기("TVS") 다이오드와 스위칭 사이리스터 제품 라인을 합쳐 현금 1억 400만 달러에 매각하기 위해 리텔퓨즈와 별개의 최종 합의 했다.[14]
- 2016년 9월, 페어차일드 반도체 인수 완료[15]
- 2018년 5월, 라이다(Lidar) 전문업체 SensL 인수 완료[16]

## 제품
온 세미컨덕터는 다음 분야에서 다양한 제품을 제조한다.
- 맞춤 ASIC, 사용자 지정 파운드리 서비스, 사용자 지정 ULP 메모리용 CMOS 이미지 센서, 집적 수동 소자
- 트랜지스터: 양극성 트랜지스터, 다이오드 및 정류기, IGBT 및 FET, 사이리스터
- 전력 관리: AC/DC 컨트롤러 및 조정기, DC-DC 컨트롤러, 컨버터 및 레귤레이터, 드라이버, 온도 관리, 전압 및 전류 관리
- 로직: 클락 발생, 클락 및 데이터 분산, 메모리, 마이크로컨트롤러, 표준 로직
- 신호의 관리: 증폭기 및 비교기, 아날로그 스위치, 오디오/비디오 특정용도용 전용표준품(ASSP, Application Specific Standard Product); 디지털 전위차계, EMI/RFI 필터, 인터페이스, 광학 및 이미지 및 터치 센서

2013년, 이 회사는 스마트폰의 카메라 모듈로 업계 최고해상 광학적인 이미지 안정화(OIS) 집적회로(IC)를 소개했다.

## 조직
이 회사는 세 부문을 가지고 있다:
- 아날로그 솔루션 그룹 (ASG)
- 이미지 센서 그룹 (ISG)
- 파워 솔루션 그룹 (PSG)[18]

### 솔루션 기술 센터
- 미국: 캘리포니아 산호세; 오리건 포틀랜드; 미시간 디트로이트
- 독일: 뮌헨
- 대한민국: 서울
- 중국: 상하이, 선전
- 타이완: 타이베이
- 일본: 오사카, 도쿄
- 슬로바키아: 피에슈탸니

## R&D

### 디자인 센터
- 미국: 애리조나 피닉스; 캘리포니아 산타클라라; 콜로라도 롱먼트; 아이다호 포커텔로; 펜실베이니아 Lower Gwynedd; 로드아일랜드 이스트 그린니치; 텍사스 오스틴; 텍사스 플레이노; 유타 린던
- 캐나다: 벌링턴; 워털루
- 벨기에: 메헬렌; 아우데나르더
- 체고: 브르노; Rožnov pod Radhoštěm
- 프랑스: 툴루즈
- 독일: 뮌헨
- 아일랜드: 리머릭
- 루마니아: 부쿠레슈티
- 슬로바키아: 브라티슬라바
- 스위스: Marin
- 인도: 벵갈루루; 노이다
- 일본: 아이즈; 기후; 군마
- 대한민국: 부천
- 필리핀: 타를라크
- 타이완: 신주

### 제조 시설
- 캐나다: 벌링턴
- 미국: 아이다호 포카텔로; 오리건 그레샴; 아이다호 Nampa; 뉴욕 로체스터
- 벨기에: 아우데나르더
- 체코: Rožnov pod Radhoštěm
- 중국: 러산; 선전
- 대한민국: 부천
- 일본: 군마; 하뉴; 니가타시
- 말레이시아: Senawang, 느그리슴빌란
- 필리핀: Carmona, 타를라크
- 베트남: Thuan An, 빈즈엉; 비엔호아, 동나이

## 수상
- 2012년, 중간 규모 회사 대상 최고경영자 또는 회장에 의한 최고 IR, 투자자 관련 미국 내 최고 회사 56위, 중소 규모 회사 대상 기술 분야 최고 투자자 관련 3위 이렇게 세 가지 분야에서 IR Magazine U.S. 상을 받았다.[19]
- 2012년, 반도체 분야에서 회사의 노고를 치하해 IEEE에서 올해의 큰 회사 상을 받았다.[20]
- EDN 잡지에서 2012년과 2009년 Hot 100 전자 제품 상을 받았다.[21]
- 2000년, 산업 기계 전기 부품 분야에서 포브스 최고 광고상을 수상했다.

자회사 AMI 세미컨덕터 (AMIS) 또한 대통령상과 록웰 콜린스로부터 좋은 공급사 상, 에머슨 로즈마운트로부터 전략적 공급사 상, 앨리언트 테크시스템으로부터 새로운 제품 개발에 뛰어난 기술지원 상 같은 많은 상을 받았다.

## 같이 보기
- 프리스케일 세미컨덕터, 모토롤라 세미컨덕터의 또 다른 분사 업체
- 반도체 제조 설비 목록